# Santiago Blanco
Santiago "Santi" Blanco Gil (Puerto de Béjar, Salamanca, 7 de junho de 1974) é um ex ciclista profissional espanhol. Era conhecido como Chago.
Depois dos seus sucessos em categoria de aficionado como a vitória na Volta a Navarra em 1994, estreiou como profissional em 1995, no mesmo ano que conseguiu a vitória final na Volta a Castela e Leão.
Em seu palmarés destacam as suas duas vitórias de etapa na Volta a Espanha (2001 e 2002). Retirou-se depois da temporada de 2004.

## Palmarés
1995
- Volta a Castela e Leão

1997
- 2 etapas da Bicicleta Basca
- 1 etapa da Volta à La Rioja

1998
- 1 etapa da Volta às Astúrias

1999
- Subida ao Naranco

2000
- 1 etapa na Volta a Andaluzia

2001
- 1 etapa da Volta a Espanha
- 2.º no Campeonato da Espanha em estrada

2002
- 1 etapa da Volta a Espanha

## Resultados em Grandes Voltas e Campeonatos do Mundo
| Carreira           | 1995 | 1996 | 1997 | 1998 | 1999 | 2000 | 2001 | 2002 | 2003 | 2004 |
| ------------------ | ---- | ---- | ---- | ---- | ---- | ---- | ---- | ---- | ---- | ---- |
| Giro d'Italia      | -    | -    | -    | -    | -    | Ab.  | 11º  | -    | -    | -    |
| Tour de France     | -    | -    | 27º  | Ab.  | -    | -    | Ab.  | 57º  | -    | -    |
| Volta a Espanha    | -    | 33º  | -    | 32º  | 10º  | 13º  | 21º  | 45º  | -    | -    |
| Mundial em Estrada | -    | -    | -    | -    | 24º  | -    | 57º  | -    | -    | -    |

-: não participa

Ab.: abandono

## Equipas
- Banesto (1995-1997)
- Vitalicio Seguros (1998-2000)
- Ibanesto.com (2001-2002)
- Relax-Fuenlabrada (2003-2004)